# Чарльз Едвард Коглін
Чарльз Едвард Коглін (найбільш поширений невірний варіант прізвища Кофлін) (англ. Charles Edward Coughlin; 25 жовтня 1891, Гамільтон — 27 жовтня 1979, Блумфілд-Гіллс) — американський релігійний та політичний діяч США, популярний радіопроповідник у 1930-х роках. Прибічник політичної течії «ізоляціонізму» США, політичний супротивник президента Ф. Рузвельта.

## Життєпис
Помер у Блумфілд-Гіллз, Мічиган в 1979 році у віці 88 років, похований на кладовищі Гробу Господнього в Саутфілді, штат Мічиган